# ایگور لیبا

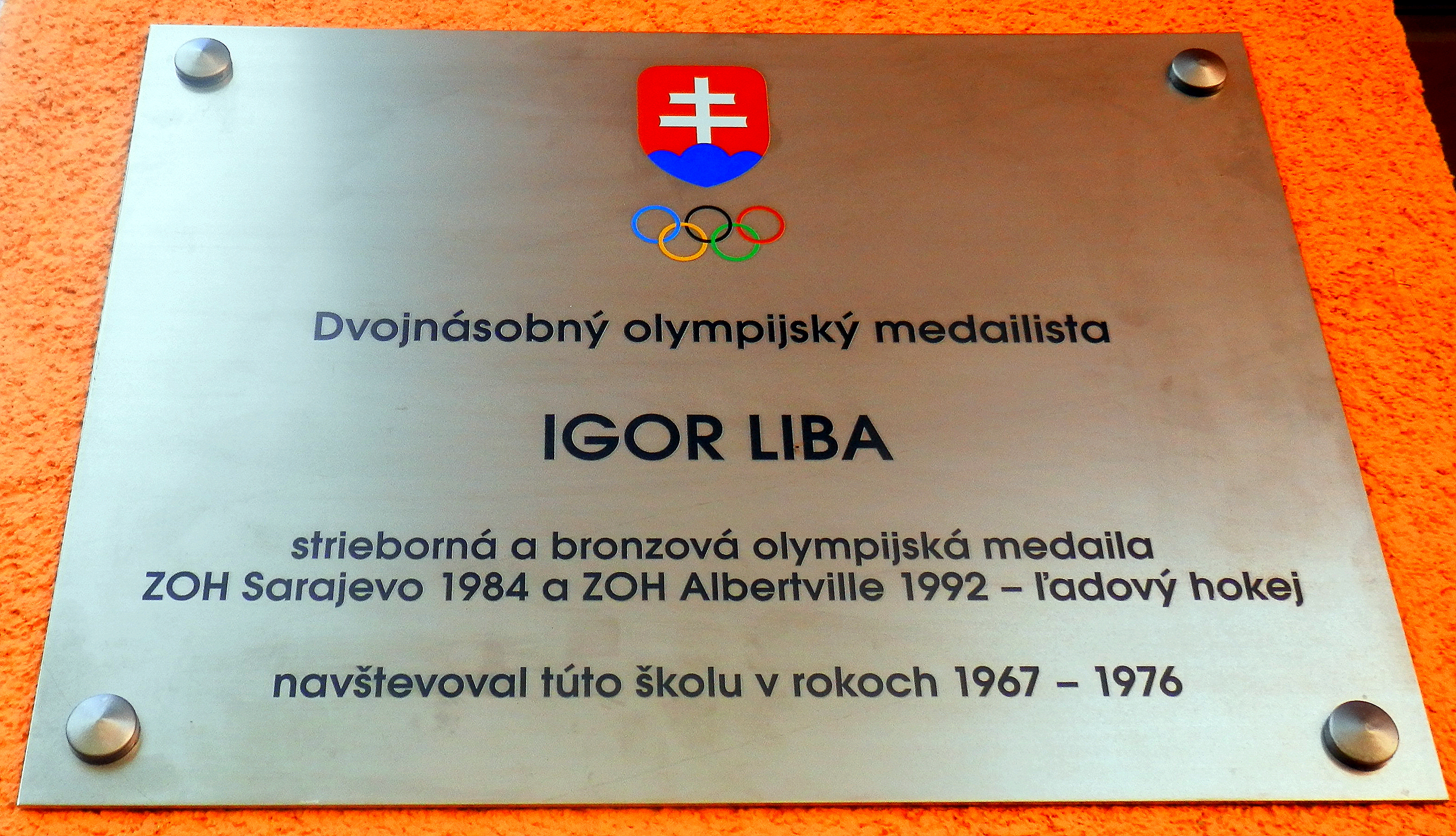
لوح یادبود «ایگور لیبا» دارنده مدال المپیک

ایگور لیبا (اسلواکی: Igor Liba؛ زادهٔ ۴ نوامبر ۱۹۶۰) بازیکن هاکی روی یخ اهل چکسلواکی بود.
از باشگاه‌هایی که در آن بازی کرده‌است می‌توان به نیویورک رنجرز اشاره کرد.